# Цедиси (Горийский муниципалитет)
Цедиси (груз. წედისი) — село в Грузии, на территории Горийского муниципалитета края (мхаре) Шида-Картли.

## География
Село находится в центральной части Грузии, на берегах реки Атреви (бассейн Куры), на расстоянии приблизительно 2 километров (по прямой) к югу от города Гори, административного центра муниципалитета. Абсолютная высота — 727 метров над уровнем моря.

## Население
По результатам официальной переписи населения 2014 года в Цедиси проживало 187 человек (87 мужчин и 100 женщин). В национальной структуре населения грузины составляли 96,8 %, осетины — 3,2 %.
| Год  | Население, человек |
| ---- | ------------------ |
| 2002 | 277                |
| 2014 | ↘ 187              |